# Papir i lange baner
|  | Denne artikel er oprettet af botten Steenthbot ud fra en ekstern database. Den kan derfor have sproglige fejl eller mangler. Denne skabelon kan fjernes efter kontrol af indholdet. |

Papir i lange baner er en dansk virksomhedsfilm fra 1963 instrueret af Michael M. Jacobsen.

## Handling
"Papirets historie fra det blev opfundet af kineseren Ts'ai Lun omkring år 100 e.Kr. vist ved ikonografi. Det gamle håndværk demonstreres, som det foregår i dag. Moderne papirfremstilling i danske fabrikker følges fra råprodukterne - klude, træ, halm, gammelt papir og vand - ankommer til papirfabrikken frem til de mangeartede færdige papirssorter."